# Opticks (Bog)
Opticks er en bog af Isaac Newton, og som blev offentliggjort i 1704. Bogen handler om optik og brydning af lys og anses for at være en af de mest betydningsfulde værker i videnskabens historie. Opticks var Newtons andet bogværk om fysik, mens det første var Philosophiæ naturalis principia mathematica.